# El lugar de un hombre
El lugar del hombre es la segunda obra publicada por la editorial de Ramón J. Sender en México y la primera del exilio donde dirige la mirada hacia su infancia, a las tierras del Cinca. Allí escuchó de niño la historia de un campesino huido al campo que en el libro unió a un error judicial ocurrido en Cuenca, del que él mismo se ocupó cuando estuvo en la redacción de El Sol. en la edición reelaborada y publicada en 1958 convirtió el título en El lugar de un hombre. Un cambio muy adecuado, puesto que al decir del hombre parecía que hacía referencia a toda la humanidad, mientras que de un hombre se refiere más bien al lugar de cada hombre, de todos y cada uno.
Al igual que Réquiem por un campesino español, es una obra crudamente realista, donde lo social adquiere ramificaciones morales. En ambas observamos la eterna preocupación de Sender por el ser humano, por sus problemas y sus más íntimas motivaciones. El hombre y sus problemas esenciales serán en primera y última instancia lo que atraiga la mirada de Sender, aunque casi siempre se acercará a ellos a través de las injusticias sociales y políticas.
El lugar de un hombre es una obra que presenta el problema social llevado hasta sus últimas consecuencias. Sabino (su protagonista), es un hombre que sufrirá la anulación de su persona por parte del pueblo, tanto de los ricos como de los pobres. En realidad, en él se personifica y se lleva al extremo el desprecio y el desamparo que sufren los individuos más marginales de la sociedad. Se trata de un personaje alegórico y totalizador, como lo eran, en Réquiem  Mosén Millán y Paco el del molino.
La obra también expone el problema del caciquismo en la España rural. En este caso, Juan y Vicente ( los otros dos protagonistas), al igual que Paco el del molino, son las humildes víctimas de la tiranía y el poder al ser "quitados de en medio" por intereses políticos.
El papel que juega la iglesia en esta novela es similar al de Réquiem. Los sacerdotes Don Ricardo y el cura de Ontiñena volverán a situarse en el lado del poder, y resultarán una descomposición del personaje de Mosén Millán, mucho más complejo.

## Intención filosófica
El propio Sender a propósito de la intención filosófica de esta obra le diría a Marcelino Peñuelas: " Es simplemente un alegato a favor del sentido universal de la presencia del hombre por el hecho de ser hombre, por el mero hecho de haber nacido" (Marcelino Peñuelas, Conversaciones con Ramón J. Sender)
- Datos: Q5825607